# Крістоф Вайль
Крістоф Вайль (нім. Christof Weil; нар. 11 січня 1954, Гайльбронн, ФРН) — німецький юрист та дипломат. Надзвичайний і Повноважний Посол Німеччини в Україні.

## Біографія
Народився 11 січня 1954 року у місті Гайльбронн. Закінчив юридичний факультет Гейдельберзького університету Рупрехта-Карла. Пройшов курс навчання в Дипломатичній академії в Бонні.
У 1985—1986 рр. — співробітник відділу у справах Берліна та НДР Федерального міністерства закордонних справ у Бонні.
У 1986—1989 рр. — співробітник Посольства Федеративної Республіки Німеччина в СРСР.
У 1989—1991 рр. — співробітник Посольства Федеративної Республіки Німеччина в Бразилії.
У 1991—1994 рр. — співробітник відділу НАТО Федерального міністерства закордонних справ у Бонні.
У 1994—1997 рр. — співробітник Посольства Федеративної Республіки Німеччина у Польщі.
У 1997—1999 рр. — співробітник Штабу планування Федерального міністерства закордонних справ у Бонні.
У 1999—2003 рр. — працював у Міжнародному секретаріаті НАТО в Брюсселі.
У 2003—2007 рр. — завідувач відділом Європейської політики безпеки та оборони Федерального міністерства закордонних справ Німеччини у Бонні.
У 2007—2008 рр. — Науковий співробітник Центру Уезерхед з міжнародних справ Гарвардського університету, Кембридж, Массачусетс США
У 2008—2009 рр. — Надзвичайний і Повноважний Посол Німеччини в Іраку.
У 2009—2010 рр. — співробітник Федерального міністерства закордонних справ Німеччини у Берліні.
У 2010—2012 рр. — Надзвичайний і Повноважний Посол Німеччини в Республіці Білорусь. У лютому 2012 року на знак протесту проти дій білоруської влади залишав країну, куди повернувся у квітні 2012 році.
У 2012—2016 рр. — Надзвичайний і Повноважний Посол Німеччини в Києві.
З 2016 по 2019 рік — Надзвичайний і Повноважний Посол ФРН в Португалії

## Публікації
- Interventions- und haftungsrechtliche Aspekte grenzüberschreitender Rundfunksendungen, Dissertation, Universität Heidelberg[2], 1981, ISBN 3-428-04977-2